# CGL Tower
Der CityGateLiving Tower (CGL-Tower) ist ein 2015 fertiggestelltes Hochhaus im Wiener Bezirk Floridsdorf.